# Banco Nacional de la Reserva de Tonga
El Banco Nacional de Reserva de Tonga (en inglés, National Reserve Bank of Tonga, por sus siglas NRBT) es el banco central de Tonga. El Banco de Reserva es responsable de regular la emisión y la oferta de moneda nacional e internacional, así como de promover la estabilidad monetaria y el desarrollo económico. También asesora al Ministerio de Finanzas en asuntos bancarios y monetarios, actúa como el principal banquero y agente fiscal del Gobierno de Tonga, y es responsable de las licencias y la supervisión de las instituciones financieras. El banco fue establecido el 1 de julio de 1989. El gobernador es Ngongo Kioa.
NRBT promueve activamente la inclusión financiera y es miembro de la Alianza por la Inclusión Financiera.
El Edificio NRBT alberga la Embajada de Japón.